# Unterseeboot UC-104
Pour les autres navires du même nom, voir Unterseeboot 104.
L'Unterseeboot UC-104 est un sous-marin (U-Boot) mouilleur de mines allemand de type UC III utilisé par la Kaiserliche Marine pendant la Première Guerre mondiale.

## Conception
Sous-marin allemand de type UC III, l'UC-104 avait un déplacement de 491 tonnes en surface et de 571 tonnes en plongée. Il avait une longueur hors tout de 56,51 m, un maître-bau de 5,54 m et un tirant d'eau de 3,77 m. Le sous-marin était propulsé par deux moteurs diesel 6 cylindres à quatre temps produisant chacun 300 ch (220 kW), soit un total de 600 ch (440 kW), et par deux moteurs électriques produisant 770 ch (570 kW), actionnant deux arbres d'hélice.
Le sous-marin avait une vitesse maximale de 11,5 nœuds (21,3 km/h) en surface et de 6,6 nœuds (12,2 km/h) en immersion. Son autonomie était de 10450 milles marins (18240 km) à 7 nœuds (13 km/h) en surface, et de 40 milles marins (74 km) à 4,5 nœuds (8,3 km/h) en immersion. Il lui fallait 15 secondes pour plonger, et il était capable d’opérer à une profondeur maximale de 75 mètres.
L'UC-104 était équipé de trois tubes lance-torpilles de 500 mm, un à l’arrière et deux à l’avant, avec sept torpilles, et d’un canon de pont de 10,5 cm SK L/45 ou de 8,8 cm SK L/30. Mais son arme principale était ses six puits de mine de 1000 mm portant dix-huit mines UC 200. Son effectif était de vingt-six membres d’équipage.

## Carrière
Le sous-marin a été commandé le 12 janvier 1916 et a été lancé le 25 mai 1918. Il a été mis en service dans la marine impériale allemande le 18 octobre 1918 sous le nom de UC-104. Comme le reste des bateaux UC III achevés, l'UC-104 n’a effectué aucune patrouille de guerre et n’a coulé aucun navire. Il s’est rendu à la France le 24 novembre 1918 et a été démantelé à Brest en juillet 1921.

## Commandants
- Kapitänleutnant Justus Oldekop : du 18 octobre au 11 novembre 1918